# Nestima
Nestima är ett släkte av tvåvingar. Nestima ingår i familjen skridflugor.

## Arter inomNestima[1]
- Nestima armillata
- Nestima buergersi
- Nestima cuneifera
- Nestima flavifrons
- Nestima fragilis
- Nestima glabra
- Nestima nigriceps
- Nestima nigriventris
- Nestima petasibarba
- Nestima pleuralis
- Nestima polita
- Nestima prolixa
- Nestima tenuis
- Nestima tetras
- Nestima viridinsula
- Nestima yapensis